# Uniwersytet Utah
Uniwersytet Utah (ang. University of Utah, UU) – amerykańska uczelnia publiczna w Salt Lake City w stanie Utah. 

## Historia
Założony został w 1850 w Salt Lake City jako University of Deseret. Była to szkoła męska, w której czesne wynosiło 8 dolarów za semestr. W drugim kwartale szkoła przeniosła się do Council House. Mimo że szkoła funkcjonowała coraz lepiej, po trzecim kwartale została zamknięta, co było spowodowane suszą (ratowanie zbiorów stało się ważniejsze od edukacji). Dopiero w 1868 udało się otworzyć ponownie uniwersytet w Council House. Obecną nazwę nadano w 1892, cztery lata przed uzyskaniem przez Utah statusu stanu.

## Kolegia
Na uniwersytecie działają następujące kolegia:

- College of Architecture and Planning
- David Eccles School of Business
- College of Education
- College of Engineering
- College of Fine Arts
- Graduate School
- College of Health
- Honors College
- College of Humanities
- College of Law
- School of Medicine
- College of Mines and Earth Sciences
- College of Nursing
- College of Pharmacy
- College of Science
- College of Social and Behavioral Science
- College of Social Work
- Office of Undergraduate Studies

## Znani absolwenci
- Orson Scott Card – pisarz z dziedziny fantastyki naukowej oraz fantasy
- Alan Kay – laureat Nagrody Turinga w 2003
- Henri Gouraud – informatyk
- Ralph Hartley – elektronik i wynalazca
- Robert Jarvik – wynalazca i konstruktor urządzeń biomedycznych
- John Warnock – współzałożyciel Adobe
- Robert Foster Bennett – polityk, senator
- Edwin Jacob Garn – astronauta i polityk
- Jon Huntsman – polityk, ambasador amerykański w Chinach
- Karl Rove – strateg polityczny
- Gordon Gee – akademik z największą liczbą kadencji rektorskich